# 鄭洞國
鄭 洞国（てい どうこく、1903年1月13日 - 1991年1月27日）は、中国の軍人、中華民国国民革命軍陸軍中将。字は桂庭。

## 経歴
鄭洞国は、1924年に黄埔軍官学校（陸軍軍官学校）に1期生として入学し、同年11月に修了後、国民革命軍に参加し、蔣介石が陳炯明を討伐した1925年の東征や、1926年から1928年にかけての国民党の北伐に従軍した。1934年には、国民革命軍第2師団長に昇進する。日中戦争下、中国側が大勝したとされる1938年の台児荘の戦いで戦功を立て、第98軍の軍長となる。1938年末には、第一支機械化部隊第11軍軍長、さらに後に第21軍軍長、第8軍軍長に転じた。1943年には、当時英領インドにあった新編第1軍軍長となった。1945年8月、鄭洞国は帰国し、陸軍第3方面軍副司令となった。1945年9月9日には、南京で行われた中国戦線における日本軍の降伏文書調印式に参加した。
1946年1月、鄭洞国は杜聿明の要請に応じて東北地方へ向かい、数カ月後には国民党東北保安司令副長官となり、さらに1947年8月には東北野戦司令部副主任となった。1948年1月には、新設された東北匪賊討伐部副総指令、3月には、さらに加えて第1兵団司令と吉林省政府副主席も兼任することとなった。1948年5月、長春にあった鄭洞国が率いる第1兵団は、共産党が指揮する東北野戦軍によって包囲された（長春包囲戦）。その後数カ月にわたって長春は持ちこたえたが、最終的には弾薬も尽き、援軍もないまま、10月に鄭洞国は投降した。
1952年6月、上海から北京に呼ばれた鄭洞国は、水利部参事となり、後には国防委員会を務め、第3期、第4期の中国人民政治協商会議委員、第5期から第7期の全国政協常任委員、また、中国国民党革命委員会（民革）第5期から第7期の中央副主席。黄埔軍官学校の同窓会である「黄埔軍校同学会」副会長。
1991年1月27日早朝午前3時30分、鄭洞国は北京で病没した。